# Кликитаты

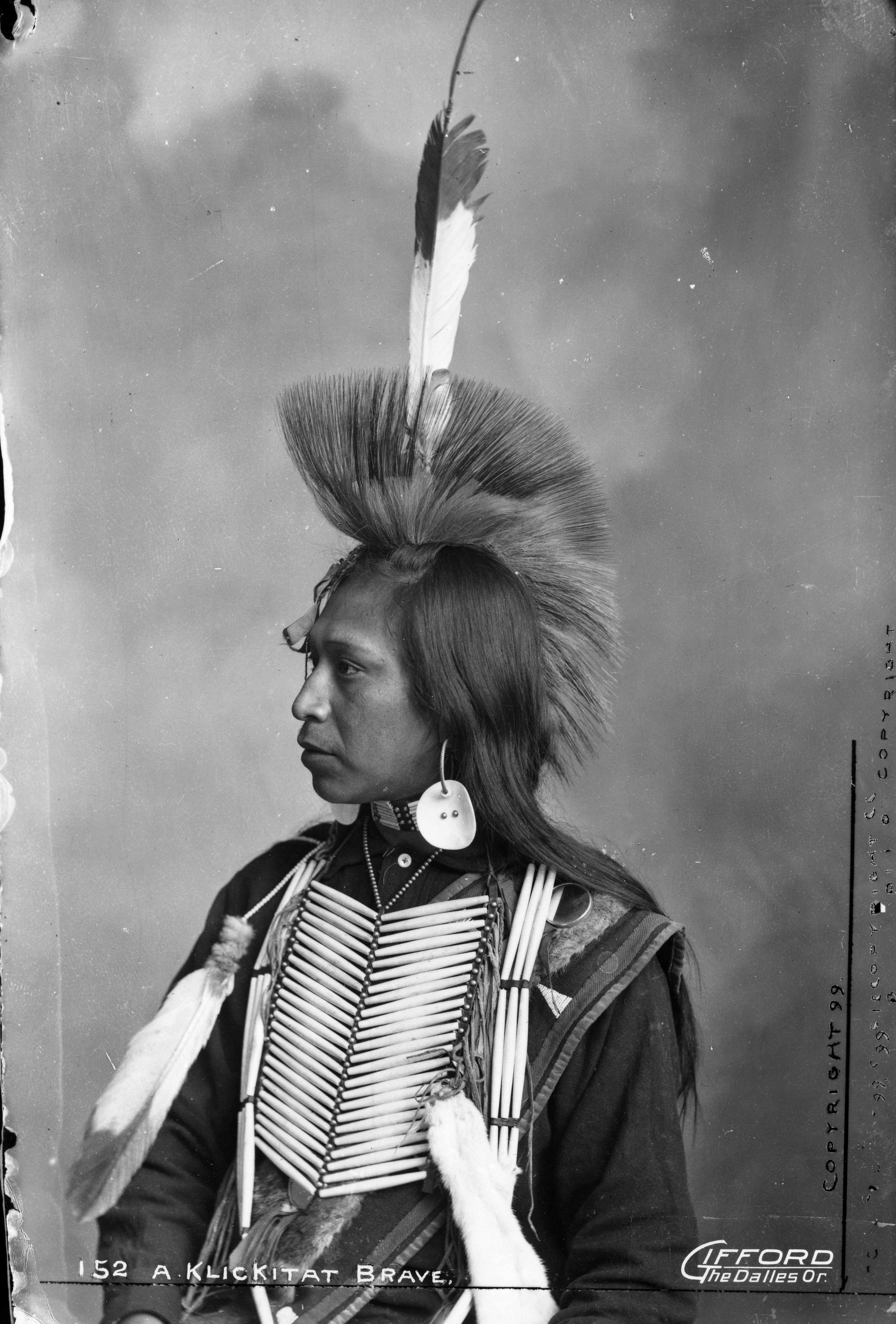
Кликитатский воин, 1899 год.

Кликитаты — индейское племя, проживающее на северо-западном побережье США. Говорит на языке, принадлежащем к сахаптинской группе. С востока к ним примыкает племя якима, говорящее на родственном языке, а с запада — различные салишские и чинукские племена.
Кликитаты получили известность как активные и предприимчивые торговцы. Они часто выступали в роли посредников между прибрежными племенами и живущими к западу от Каскадных гор.
Этноним «кликитат», как предполагается, происходит от чинукского слова, означающего «вне», «за пределами» (Скалистых гор. Самоназвание племени — Qwû'lh-hwai-pûm, что означает «люди прерий».
От названия племени происходят также названия нескольких местностей в США: округ Кликитат в штате Вашингтон, г. Кликитат в том же штате, река Кликитат, приток реки Колумбия.

## История
Родовые земли племени Кликитат располагались к северу от реки Колумбия, в верховьях рек Коулиц, Льюис, Уайт-Салмон и Кликитат, в современных округах Кликитат и Скамания. Они заняли свою более позднюю тереторию обитания после того, как Якама пересекли эту реку. В 1805 году с кликитат столкнулась экспедиция Льюиса и Кларка. Они обнаружили их зимующими на реках Якима и Кликитат и оценили их численность примерно в 700 человек.
Между 1820 и 1830 годами эпидемия лихорадки поразила племена долины Уилламетт. Кликитаты воспользовались падением численности населения в этом регионе и пересекли реку Колумбия и заняли территорию, занятую Ампкуа. Однако это не было постоянным, поскольку они были оттеснены обратно на свою исконную землю.
В начале 1850-х годов племя Кликитат совершило набег на современный округ Джексон, штат Орегон, с севера и заселило эту территорию. Индейские племена Модок, Шаста, Такелма, Латгава и Ампкуа уже жили в пределах нынешних границ данного округа.
В 1855 году разразилась война Кликитат после войны племя Кликитат капитулировало и присоединились к договору Якима в Кэмп-Стивенсе 9 июня 1855 года. Они уступили свои земли Соединенным Штатам. Большинство из них поселились в индейской резервации Якама, меньшинстве в общине Гранд-Ронд.
Несмотря на принятие нератифицированного договора в 1855 году, сообщалось, что Килкитаты окружили город во время битвы при Сиэтле 26 января 1856 года.
Было отмечено, что Кликитаты торговали лососем, корнями и ягодами, и у них было два вождя в племени, которые приветствовали Льюиса и Кларка по прибытии.